# Stade Joaquim-Américo-Guimarães
Le stade Joaquim-Américo-Guimarães, populairement connu sous le nom de Arena da Baixada, est un stade de football situé à Curitiba au Brésil. Le stade appartient au Clube Atlético Paranaense, qui y joue ses matchs à domicile. 
De 2005 à 2008, ce stade fut le premier du Brésil à adopter la pratique du naming et il s'appelait alors Kyocera Arena.

## Événements
- Coupe du monde de football de 2014

## Galerie

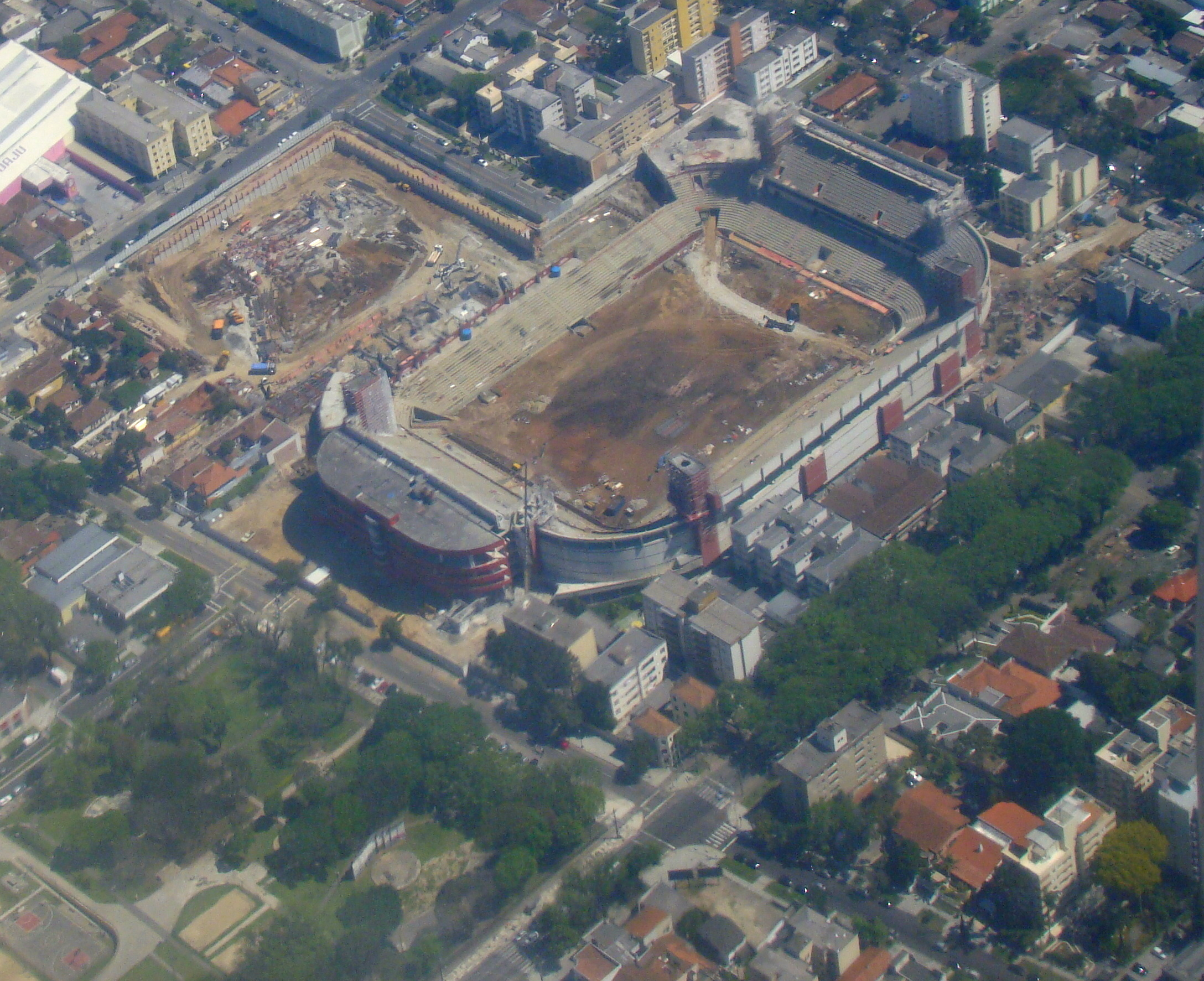
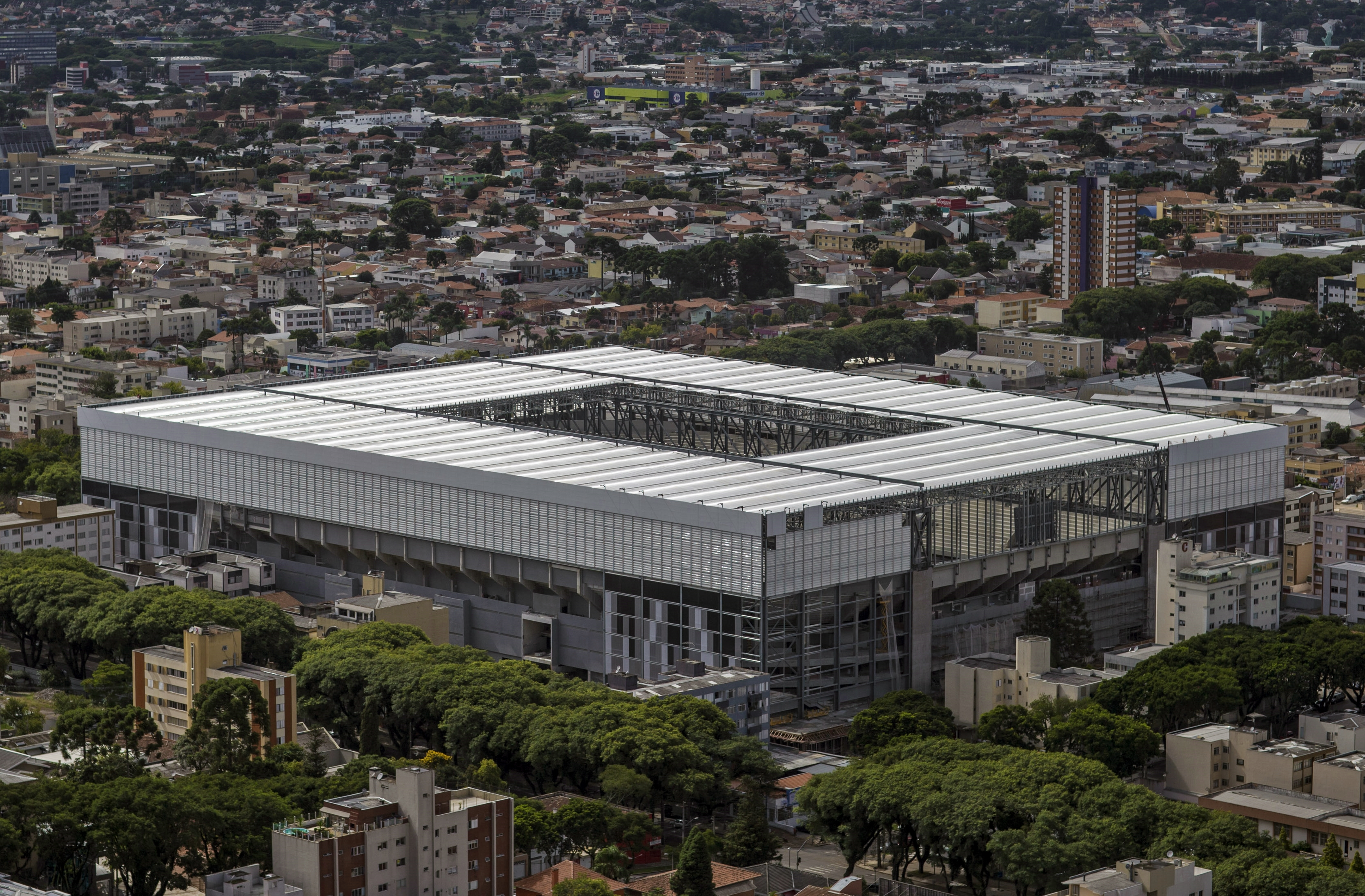

### Matchs de coupe du monde accueillis
| Date         | Heure UTC-3 | Équipe 1  | Équipe 2 | Résultat | Buteurs                | Tour               | Affluence |
| ------------ | ----------- | --------- | -------- | -------- | ---------------------- | ------------------ | --------- |
| 16 juin 2014 | 16:00       | Iran      | Nigeria  | 0 - 0    |                        | 1er tour, groupe F | 39 081    |
| 21 juin 2014 | 19:00       | Honduras  | Équateur | 1 - 2    | Costly - Valencia (X2) | 1er tour, groupe E | 39 224    |
| 23 juin 2014 | 13:00       | Australie | Espagne  | 0 - 3    | Villa, Torres, Mata    | 1er tour, groupe B | 39 375    |
| 26 juin 2014 | 17:00       | Algérie   | Russie   | 1 - 1    | Slimani - Kokorin      | 1er tour, groupe H | 39 311    |